# Andrea Lekić

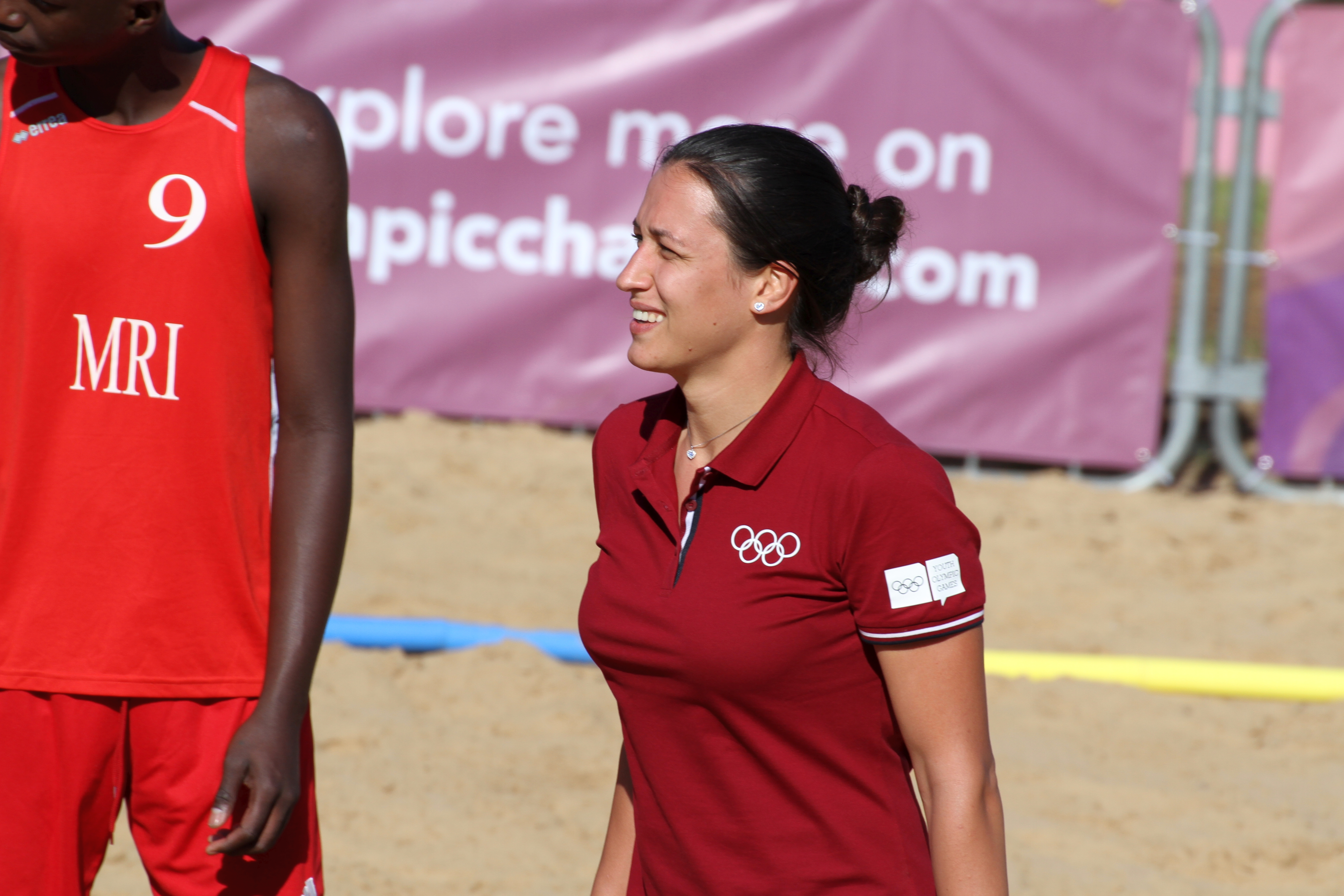
Andrea Lekić, 2018.

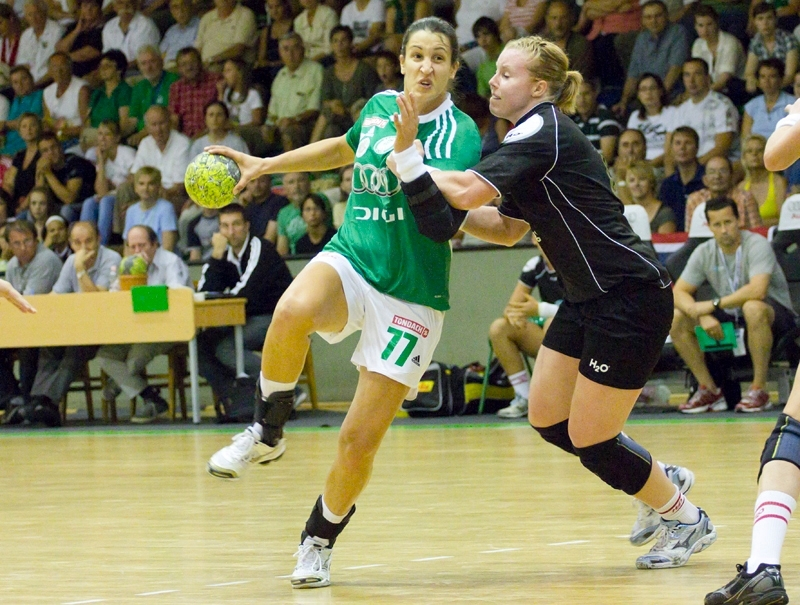
Andrea Lekić med Győri ETO KC, 2011.

Andrea Lekić (serbiska: Андреа Лекић), född 6 september 1987 i Belgrad, Jugoslavien, är en serbisk handbollsspelare (mittnia). 2013 utsågs hon av IHF till Årets bästa handbollsspelare i världen.

## Klubbar
- ORK Belgrad (1998–2005)
- ŽRK Radnički Belgrad (2005–2006)
- ŽRK Knjaz Miloš (2006–2007)
- RK Krim (2007–2011)
- Győri ETO KC (2011–2013)
- ŽRK Vardar (2013–2018)
- CSM București (2018–2020)
- ŽRK Budućnost (2020–2021)
- RK Krim (2021–2022)
- Ferencvárosi TC (2022–)